# Нуран Ба-Матраф
Нуран Ба-Матраф (25 листопада 1999) — єменська плавчиня.
Учасниця Олімпійських Ігор 2016, 2020 років.